# Bojan Tokič
Bojan Tokič (Jajce, Joegoslavië, 13 januari 1981) is een Sloveense professioneel tafeltennisser. Hij speelt rechtshandig met de shakehandgreep.
Hij vertegenwoordigde zijn land op de Olympische Zomerspelen 2008, 2012, 2016 en 2020. Beste prestatie: 9e bij het enkelspel en met het team.

## Belangrijkste resultaten
- Brons in het enkelspel op de Europese kampioenschappen 2011.
- Brons in het dubbelspel op de Europese kampioenschappen 2009 met Aleksandar Karakašević.
- Brons in het dubbelspel op de Europese kampioenschappen 2011 met Aleksandar Karakašević.
- Brons met het team op de Europese kampioenschappen 2017.